# Боянов гимн
«Боя́нов гимн» («Гимн Боя́на») — фальсификация, бессистемная имитация древнерусского языка, записанная квазируническим алфавитом, «новгородскими рунами» (стилизованными под руны церковнославянскими и русскими буквами). Обретён в начале XIX века в коллекции текстов российского отставного офицера и собирателя древностей Александра Сулакадзева, который и считается учёными его автором-фальсификатором. Текст приписан Бояну, древнерусскому поэту-певцу, упоминающемуся в «Слове о полку Игореве» и «Задонщине». Сулакадзев снабдил «Гимн» произвольным «переводом», представляющим собой стилизацию под «Слово о полку Игореве» и скандинавские саги.

## История
Впервые об этом тексте образованной российской публике стало известно в начале XIX века, когда Сулакадзев объявил о наличии в его коллекции текстов, которые написаны «новгородскими рунами». В числе этих текстов имелся гимн, якобы написанный Бояном. Первоначально гимном активно интересовались видные историки и литераторы, такие как Николай Карамзин и Гавриил Державин. На пике интереса к своим документам Сулакадзев снабдил своих знакомых собственноручно сделанными списками этих произведений. Один из таких списков был найден филологом Ю. М. Лотманом в архиве Державина. Лишь благодаря этой находке текст «Боянова гимна» известен в настоящее время.
Сулакадзев не опубликовал свои «рунические» тексты и не предъявил их специалистам для оценки подлинности, поэтому интерес к ним со стороны учёных быстро угас, а за самим коллекционером закрепилась репутация фальсификатора.
Фальсификаты Сулакадзева в большинстве своём были утеряны. Длительное время кроме двух коротких отрывков (одного из «Гимна Бояна», другого из «Ответов новгородских жрецов»), опубликованных Державиным в «Чтениях в Беседе любителей русского слова» (1812), в распоряжении исследователей не имелось ни одного текста. М. Н. Сперанский отмечал: «В нашем распоряжении нет ни одной подделки в том виде, в каком она вышла из рук Сулакадзева».
В архиве Державина Лотман обнаружил написанную рукой Сулакадзева рукопись: «Описание и изображение двух оригинальных древних рукописей, находящихся в С. П. [Санкт-Петербурге] в библиот [библиотеке] Сулакадзева». Рукопись сохранилась частично и представляет копию одного произведения — «Гимна Бояна». Второе (видимо, это «Ответы жрецов») не сохранилось. Согласно Лотману, найденная им рукопись «Гимна Бояна» не является «оригиналом», но представляет собой беловой автограф, написанный самим фальсификатором с соблюдением внешних особенностей «оригинала». «Рунический» текст сопровождается переводом, который был издан Ю. М. Лотман.

## Рукописи
Несохранившийся «оригинал» Сулакадзев в найденной Лотманом рукописи описывал следующим образом: «Рукопись свитком на пергамине, писана вся красными чернилами, буквы рунические и самые древние греческие».
Рукопись, найденная Лотманом (беловой автограф) занимает пять страниц большого формата, которые разделены на два столбца. Левый столбец заполнен «руническими письменами», правый представляет выполненный самим же Сулакадзевым «подстрочный перевод». По мнению Лотмана, «перевод», а не сложный для восприятия «рунический оригинал» должен был, по мысли Сулакадзева, довести до современников содержание «новооткрытого памятника». Далее следует приписка Сулакадзева: «Перевод может быть и неверен, ибо древних лексиконов нет».
«Боянов гимн» написан письменами, напоминающими скандинавские руны. В действительности, большей частью эти письмена представляют собой видоизменённые церковнославянские и русские буквы. Этот квазирунический алфавит, видимо, был вымышлен Сулакадзевым. Придерживался он данного алфавита непоследовательно. «Перевод» Сулакадзева также очень вольный и часто лишь с трудом подтверждается «руническим оригиналом».

## Язык
Главным свойством стиля древнего произведения Сулакадзев, по мнению Лотмана, считал темноту, непонятность. Для убеждения читателей в подлинности фальсификатор считал достаточным образовать от славянских корней фантастические псевдоархаизмы. Встречая в памятниках перестановки гласных и не понимая причин этой перестановки, Сулакадзев предположил, что можно перемещать позицию любого гласного. Встречая в древних текстах сокращения, законов которых он не понимал, Сулакадзев опускал буквы в некоторых словах. В эпоху Сулакадзева ещё не закрепилось понимание существования объективной внутренней системы языка и общепринятым было представление, что грамматический строй языка является результатом «правил», а правила возникают вместе с развитием знаний. Следовательно, древний язык представляет собой не язык с другим грамматическим строем, а язык вообще без грамматики, тёмный и бессистемный. По этой причине фальсификатор не пытался воспроизводить строя древнего языка, а стремился к произвольности, полагая, что в языке, ещё не имевшем правил, каждый придумывал, что хотел. По этому принципу Сулакадзев создал ряд неологизмов. Стремясь к созданию колорита древности, он меняет значение ряда реальных слов.

## Содержание
Произведение не имеет сюжета, а состоит из отдельных отрывочных изречений. Такова, по распространенному в эпоху Сулакадзева представлению, специфика древнего искусства. Считалось, что сюжет и «обработка» приходят во времена «искусственности», а древним поэтам-воинам они были незнакомы. Но сквозь умышленно затуманенную форму изложения виден единственный образ — поэта Бояна. Несмотря на то, что гимн должен был возглашать о князьях, Боян в нем поёт только о себе. Автор «Биографии российских писателей», опубликованной в «Сыне отечества», писал: «В сем Гимне довольно подробно сам Боян о себе рассказывает, что он потомок Славенов, что родился, воспитан и начал воспевать у Зимеголов, что отец его был Бус, воспитатель младого Волхва, что отец его отца был Злогор, древних повестей дольный певец, что сам Боян служил в войнах и неоднократно тонул в воде».

## В современной культуре
«Боянов гимн» занимает существенное место в псевдоисторических работах неоязыческого автора Александра Асова, известного своими переводами «Велесовой книги». В частности, Асов дополнил «Велесову книгу» отсутствовавшими в ней частями, в том числе «Гимном Бояна». В своей первой публикации «Гимна» (1995) Асов воспроизвел «рунический» текст и дал собственный его «перевод», не упоминая о переводе Сулакадзева (в то время Асову ещё не была известна публикация Лотмана). Между двумя «переводами» имеется настолько большая разница, что, по словам филолога А. А. Алексеева, они не могут являться отражением одного и того же оригинала. «Оригиналы» — один, сочинённый Сулакадзевым и транскрибированный Лотманом и другой, транскрибированный Асовым — также различаются. Оба «оригинала», и оба «перевода» (Сулакадзева и Асова) полностью произвольны. Асов датирует «Боянов гимн» IV веком, благодаря чему, основываясь на ряде псевдонаучных построений, «устанавливает» дату рождения князя Буса, 20 апреля 295 года. По мнению Алексеева, «перевод» Сулакадзева не мог удовлетворить Асова отсутствием «арийской» тематики. Большое число ошибок и произвольных трактовок содержат и комментарии Асова к «Гимну Бояна».

## Место хранения
Место хранения «Гимна»: Рукописное собрание РНБ, Архив Г. Р. Державина, № 39. Л. 172–174.

## Издания
- Отрывок, опубликованный Державиным в Чтения в Беседе любителей русского слова. — 1812. — Кн. 6.
- Лотман Ю. М. «Слово о полку Игореве» и литературная традиция XVIII — начала XIX в. // Слово о полку Игореве — памятник XII века  / Отв. ред. Д. С. Лихачёв; АН СССР. Институт русской литературы (Пушкинский Дом). — М.; Л.: Издательство АН СССР, 1962. — С. 398—399. (издание «перевода»).
- Факсимиле в кн.: Асов А. И. Славянские руны и «Боянов гимн». — М.: Вече, 2000. — С. 317—321. — 413 с. — (Великие тайны). — ISBN 5-7838-0562-9.
- Факсимиле в кн.: Куликов А. А. Космическая мифология древних славян. — СПб.: Лексикон, 2001. — С. 137—141. — ISBN 5-901407-20-2